# Linearna ogrinjača
Linearna ogrinjača (kratica Lin(V)) je pojem iz linearne algebre in pomeni množico vseh linearnih kombinacij neke množice vektorjev {\displaystyle \{v_{i}\}_{i=1}^{n}}.
Za vektorski prostor {\displaystyle U} nad obsegom {\displaystyle O} in neko množico vektorjev {\displaystyle \{v_{i}\}_{i=1}^{n}\in U}
{\displaystyle \operatorname {Lin} (v_{1},v_{2},\dots ,v_{n})=\left\{\sum _{i=1}^{n}\alpha _{i}v_{i}\,{\Big \vert }\,\alpha _{i}\in O\right\}}.
Vektorski prostor {\displaystyle \mathrm {Lin} (\{v_{i}\}_{i=1}^{n})} je podprostor vektorskega prostora {\displaystyle U}, torej {\displaystyle \mathrm {Lin} (\{v_{i}\}_{i=1}^{n})\subset U}. Če je {\displaystyle \{v_{i}\}_{i=1}^{n}} linearno neodvisna množica v vektorskem prostoru {\displaystyle U}, kjer {\displaystyle n}-te razsežnosti, potem je {\displaystyle \mathrm {Lin} (\{v_{i}\}_{i=1}^{n})=U}.
Za vektorje linearne ogrinjače ni potrebno, da so linearno neodvisni. Poseben primer ogrinjače, ko so elementi med seboj linearno neodvisni, se imenuje baza.
Primer: V {\displaystyle \mathbb {R} ^{3}} je {\displaystyle \mathrm {Lin} ({[1,0,0],[0,1,0]})} ravnina {\displaystyle z=0}.